# Sitticus canus
Sitticus canus är en spindelart som först beskrevs av Galiano 1977.  Sitticus canus ingår i släktet Sitticus och familjen hoppspindlar. Inga underarter finns listade i Catalogue of Life.